# Wells (British Columbia)
Wells (offiziell Distric of Wells) ist eine Gebietsgemeinde („District Municipality“) im Central Interior der kanadischen Provinz British Columbia. Die Gemeinde gehört zum Cariboo Regional District und liegt wenige Kilometer westlich des Bowron Lake Provincial Park, zu dem sie der Ausgangspunkt ist.

## Lage
Das Dorf liegt fast am östlichen Ende das Highway 26, etwa 80 km östlich von Quesnel bzw. etwa 8 km nordwestlich von Barkerville. Die Gemeinde liegt im Quesnel-Hochland, am Übergang zwischen den Cariboo Mountains im Osten und dem Fraser-Plateau im Westen. Sie wird vom Willow River durchflossen.

## Geschichte
Lange bevor diese Gegend von europäischstämmigen Einwanderern besiedelt wurde, war sie Siedlungs- und/oder Jagdgebiet der First Nations, hier der Dene.
Der durch europäische Siedler, Pelzjäger und Goldsucher geprägte Teil der Geschichte beginnt ungefähr mit dem Cariboo-Goldrausch, als die Cariboo Road (auch Cariboo Wagon Road) ins benachbarte Barkerville entstand und setzte sich verstärkt mit der Eröffnung mehrerer Goldminen fort. Die heutige Siedlung entstand dann in den 1930er Jahren als „Company town“ für die Beschäftigten dieser Minen. In den 1940er Jahren erreichte die Bevölkerungszahl dann mehr als 4000. Mit der Schließung der Minen wanderten die Bewohner jedoch ab und die Einwohnerzahl brach immer weiter ein.
Am 29. Juni 1998 erfolgte die Zuerkennung der kommunalen Selbstverwaltung für die Gemeinde (incorporated als District Municipality).

## Demographie
Die offizielle Volkszählung, der Census 2016, ergab für die Gemeinde eine Bevölkerungszahl von 217 Einwohnern, nachdem der Zensus im Jahr 2011 für die Gemeinde noch eine Bevölkerungszahl von 245 Einwohnern ergab. Die Bevölkerung hat damit im Vergleich zum letzten Zensus im Jahr 2011 um 11,4 % abgenommen und sich damit stark entgegen dem Provinzdurchschnitt, mit einer Bevölkerungszunahme in British Columbia um 5,6 %, entwickelt. Im Zensuszeitraum 2006 bis 2011 hatte die Einwohnerzahl in der Gemeinde noch um 3,8 % zugenommen, während sie im Provinzdurchschnitt um 7,0 % zunahm.
Für den Zensus 2016 wurde für die Gemeinde ein Medianalter von 48,8 Jahren ermittelt. Das Medianalter der Provinz lag 2016 bei nur 42,3 Jahren. Das Durchschnittsalter lag bei 44,4 Jahren, bzw. bei 42,3 Jahren in der Provinz. Zum Zensus 2011 wurde für die Gemeinde noch ein Medianalter von 49,9 Jahren ermittelt, während das Medianalter der Provinz bei nur 41,9 Jahren lag.